# Lasovac
Lasovac falu Horvátországban Belovár-Bilogora megyében. Közigazgatásilag Šandrovachoz tartozik.

## Fekvése
Belovár központjától légvonalban 15, közúton 21 km-re keletre, községközpontjától légvonalban 6, közúton 7 km-re délre, a Bilo-hegység déli lejtőin, a Šandrovačka-patak partján fekszik.

## Története
A falu területe a 17. századtól népesült be, amikor a török által elpusztított, kihalt területre folyamatosan telepítették be a keresztény lakosságot. 1774-ben az első katonai felmérés térképén „Dorf Laszovacz” néven találjuk. A település katonai közigazgatás idején a szentgyörgyvári ezredhez tartozott.
Lipszky János 1808-ban Budán kiadott repertóriumában „Laszovecz” néven szerepel. Nagy Lajos 1829-ben kiadott művében „Laszovecz” néven 91 házzal, 60 katolikus és 412 ortodox vallású lakossal találjuk.
A katonai közigazgatás megszüntetése után Magyar Királyságon belül Horvát–Szlavónország részeként, Belovár-Kőrös vármegye Belovári járásának része volt. 1857-ben 528, 1910-ben Lasovac Brdoval együtt 1161 lakosa volt. A faluban az Osztrák-Magyar Monarchia idejében az olcsó földek miatt és a jobb megélhetés reményében jelentős számú magyar lakosság települt le. Az 1910-es népszámlálás szerint a falu lakosságának 34%-a szerb, 34%-a horvát, 30%-a magyar anyanyelvű volt. 1918-ban az új Szerb-Horvát-Szlovén Állam, majd később Jugoszlávia része lett. 1941 és 1945 között a németbarát Független Horvát Államhoz, majd a háború után a szocialista Jugoszláviához tartozott. 1991-től a független Horvátország része. 1991-ben lakosságának 57%-a horvát, 21%-a szerb, 8%-a magyar nemzetiségű volt. 2011-ben 561 lakosa volt, akik főként mezőgazdasággal foglalkoztak.

## Lakossága
| Lakosság változása | Lakosság változása | Lakosság változása | Lakosság változása | Lakosság változása | Lakosság változása | Lakosság változása | Lakosság változása | Lakosság változása | Lakosság változása | Lakosság változása | Lakosság változása | Lakosság változása | Lakosság változása | Lakosság változása | Lakosság változása |
| ------------------ | ------------------ | ------------------ | ------------------ | ------------------ | ------------------ | ------------------ | ------------------ | ------------------ | ------------------ | ------------------ | ------------------ | ------------------ | ------------------ | ------------------ | ------------------ |
| 1857               | 1869               | 1880               | 1890               | 1900               | 1910               | 1921               | 1931               | 1948               | 1953               | 1961               | 1971               | 1981               | 1991               | 2001               | 2011               |
| 528                | 625                | 711                | 975                | 1.063              | 1.161              | 1.164              | 1.004              | 889                | 849                | 825                | 784                | 729                | 612                | 608                | 561                |

(Az 1910-es és 1921-es adat Lasovac Brdo lakosságát is tartalmazza.)

## Nevezetességei
Szent Péter és Pál apostolok tiszteletére szentelt római katolikus temploma.

## Oktatás
A településen elemi iskola működik, ahova Lasovac és Lasovac Brdo falvakon kívül Ravneš és Kašljavac gyermekei is járnak.

## Egyesületek
Az önkéntes tűzoltó egyesületet 1954-ben alapították.